# 格林兄弟

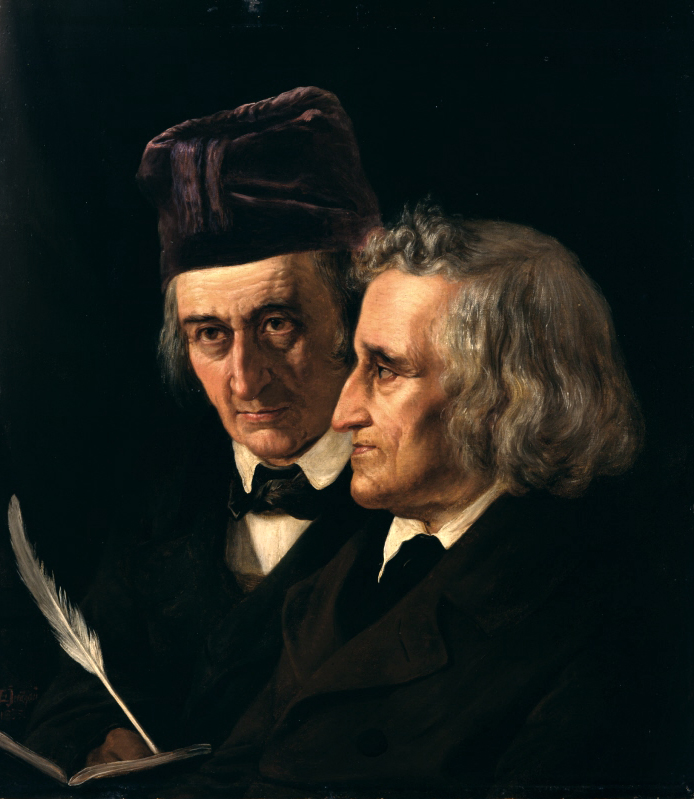
格林兄弟像，左为威廉·格林，右为雅各布·格林

格林兄弟（德語： 或 ）是指雅各布·格林（1785年1月4日－1863年9月20日）和威廉·格林（1786年2月24日－1859年12月16日）兄弟两人，他们是德国19世纪著名的童话搜集家、语言文化研究者。两人因兴趣相近，经历相似，合作研究语言学、搜集和整理民间童话与传说，故称“格林兄弟”。
格林兄弟的许多作品流传甚广，如《白雪公主》、《睡美人》、《長髮姑娘》、《灰姑娘》、《糖果屋》、《名字古怪的小矮人儿》和《青蛙王子》等故事。

## 生平
雅各布·路德维希·卡尔·格林和威廉·卡尔·格林分别于1785年1月4日和1786年2月24日出生在神聖羅馬帝國黑森-卡塞尔伯国（今黑森州）法兰克福附近的哈瑙。格林兄弟的家里共有9个孩子，但其中3个还在婴儿时便夭折了。他们的孩提时代在乡下度过。1790至1796年，格林兄弟的父亲被黑森的親王雇用，格林一家搬至當地行政司法官家附近。
格林兄弟的父亲菲利普·威廉（Philip Wilhelm）在雅各布·格林11岁时去世，一家人随后搬到了城里的一间小房子里。两年后，格林兄弟的祖父也离开人世，家里只留下母亲艰难维持着孩子们的生活。有观点认为，这样的经历便是格林兄弟倾向于在故事中美化和原谅父亲，着重表现臭名昭著的邪恶继母等女恶人（如《灰姑娘》中的继母和继姐）的原因。不过，这一观点忽视了一个事实，那就是兄弟俩只是“收集”民间故事，而不是故事的作者。
这样的经历可能也影响到了兄弟俩对故事的选择。譬如《十二兄弟》，其中就讲述了“一位”女孩与“几位”哥哥（与格林兄弟自己的家庭结构相像）之间是怎样消除隔阂的。
兄弟俩就读在卡塞尔的弗里德里希文科中学（Friedrichsgymnasium），后来同在马尔堡大学学习法律。在大学里，他们受到了弗里德里希·卡尔·冯·萨维尼教授的影响，产生了对从前事物的兴趣。20多岁时，他们开始了语言学与文字学方面的研究，格林定律和童话与民间故事集便是这些研究的成果。虽然格林兄弟的作品集后来变得脍炙人口，但本质上它们其实是兄弟俩语言学研究的副产品，而研究才是他们的主要目标。
1808年，雅各布被任命为威斯特法伦国王热罗姆·波拿巴的图书管理员。1812年，格林兄弟出版了其第一卷童话，即《儿童与家庭童话集》。他们从农民与乡下人那里收集故事，同时，也从其他文化和语言中已发布的作品（如夏尔·佩罗的）等其他来源收集。在合作过程中，雅各布侧重于研究工作，而威廉的工作较为细腻，是将收集来的内容变成童真风格的文学作品。他们对民俗学和朴素文学也感兴趣。1816年，雅各布成为卡塞尔的图书管理员，威廉也被聘用。1816年至1818年，他们出版了两卷德国传奇故事和一卷早期文学史。
后来，兄弟俩对更古老的语言和他们与德语之间的关系产生了兴趣。雅各布开始专门研究德语的历史以及结构。这些语言的关系在格林定律中得到了揭示。他们收集了大量的数据。1830年，兄弟俩搬至哥廷根，并都供职于哥廷根大学。雅各布从1830年起担任教授和首席图书管理员，威廉从1835年起担任教授。
在1837年，格林兄弟加入哥廷根大学中同为教授的五位同事，抗议汉诺威国王破坏宪法。他们一行人在德国逐渐出名，被称为“哥廷根七君子”（Die Göttinger Sieben）。但他们也因此被大学开除，包括雅各布在内的三人还被驱逐出境。雅各布在卡塞尔定居，离开了汉诺威国王的领地，威廉也跟随离去。他们在弟弟路德维希处落脚。不过，第二年，兄弟俩被普鲁士国王邀请前往柏林，并定居于此。
兄弟俩晚年都在致力于编纂词典《德語詞典》，其第一卷于1854年发布。词典在格林兄弟逝世前未能全部完成，被后代人继续编纂。

## 婚姻及家庭

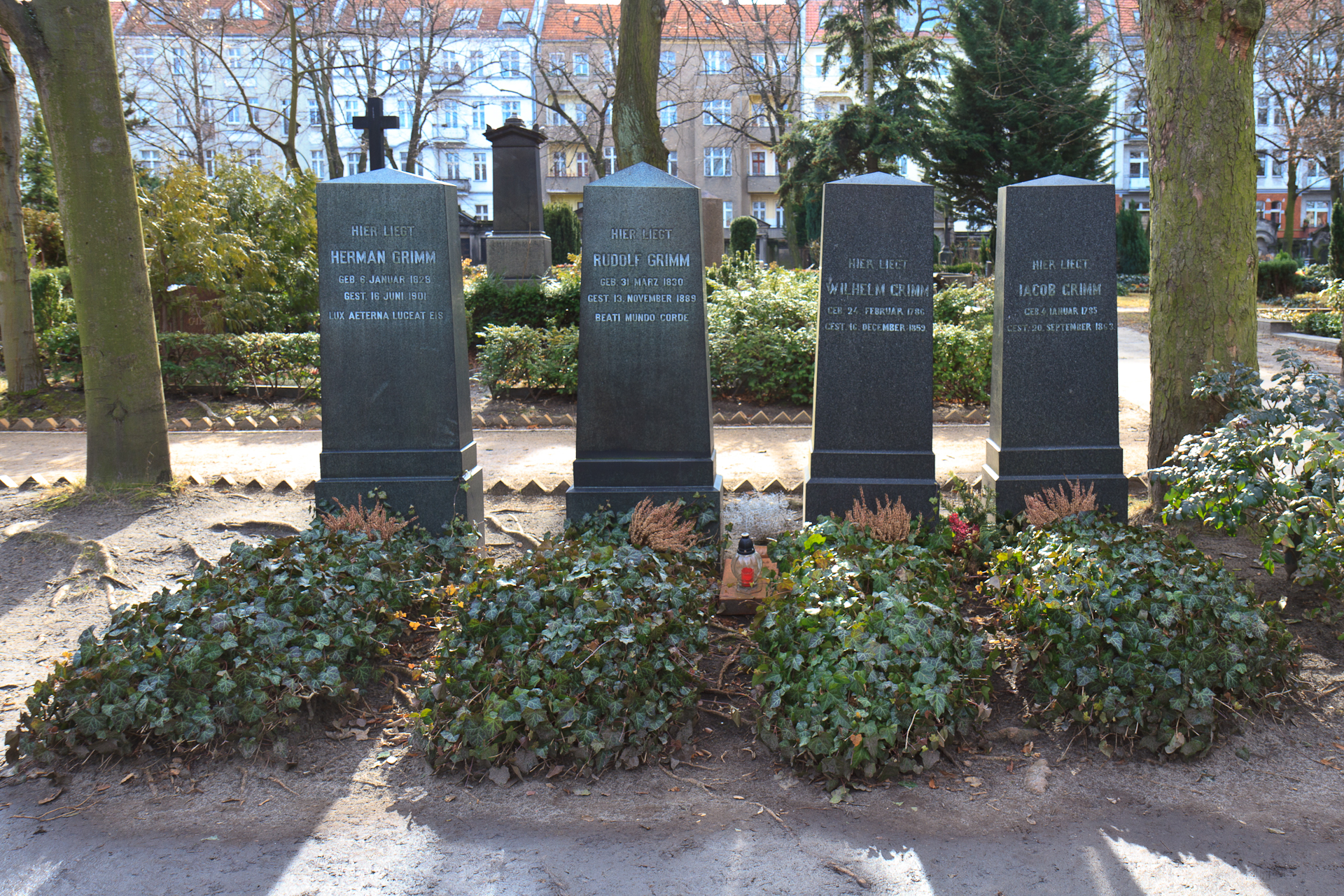
格林兄弟墓，位于柏林圣马太公墓

雅各布一生都是单身。1825年5月15日，威廉与亨丽埃特·多萝西娅·怀尔德（Henriette Dorothea Wild，或Dortchen）结婚。她是一位药商的女儿，还是小时候跟兄弟俩讲《糖果屋》故事的玩伴。威廉和亨丽埃特共有四个孩子，但一个幼年夭折，剩下的三个是：卡尔（Karl）、雅各布（Jacob）和爱格妮思（Agnes）。威廉结婚后，兄弟俩仍来往密切。他们就像一个屋簷下的和睦大家庭。
威廉在1859年12月16日於柏林辞世。雅各布继续着词典的编纂与相关计划之工作，直至1863年9月20日在柏林逝世。兄弟俩均被葬於柏林舍嫩贝格的圣马太公墓（Alter St.-Matthäus-Kirchhof Berlin）。格林兄弟帮助培养了德国公众的民主意识并被视为德国民主运动的先驱。

## 童話
约从1806年起，格林兄弟开始进行童话等民间故事的搜集。他们於1812年出版了自己第一卷《儿童与家庭童话集》，也就是一般说的《格林童话》，收录了86则德国童话。加上1814年发布的第二卷，第一版《儿童与家庭童话集》共收录156则童话。格林兄弟逝世前一共出版了七版《儿童与家庭童话集》。
该书奠定了民间童话中引人入胜的“格林体”叙述方式，对19世纪以来的世界儿童文学产生了深远的影响。其中的《灰姑娘》、《白雪公主》、《小红帽》、《玫瑰公主》（既格林版《睡公主》）、《不来梅的城市乐手》等，以其丰富的想像、美丽的幢憬、善良的心灵和高尚的情操启迪了孩子们的心扉。1816到1818年，他们又出版了两卷集《德国传说》，1835年出版了《德国神话》。
後來，《格林童话》作为脍炙人口的传世佳作，如今已被译成各国文字多次出版，成为世界儿童文学的珍宝。

## 语言学研究
在格林兄弟所生活的19世纪早期，神圣罗马帝国刚刚解体，而更为现代的德意志民族国家又还未出现。取而代之的是以奧地利帝國為首的39个中小国组成的德意志邦聯，这些国家有许多是在拿破仑重组德国时刚刚建立的。当时影响德意志人民统一的重要因素便是语言。渴望形成一个德意志民族认同感是激励兄弟俩写作乃至一生的一个要素。
于德国以外国家的一般人而言，《Deutsches Wörterbuch》（德語詞典）可能不是那么熟知。这部著作内容广博，共有33卷，重84公斤。至今其仍被认为是德语语源学的标准参考书。编纂工作开始于1838年，但直到格林兄弟去世，只有字母“A”到部分字母“F”的章节完成。直至1960年，编纂工作才被认为已经完成。
雅各布也因阐述格林定律得到公众的认可。这一定律和德国语言的发音变化有关，最先被丹麦语言学者拉斯姆斯·克里斯蒂安·拉斯克观察到。

## 纪念
1975年，德國政府為了紀念童話大師格林兄弟誕辰200週年，規畫了一條童話大道（Deutsche Märchenstraße），南起格林兄弟故鄉哈瑙，經過格林兄弟居住的各個地方，以及其經典作品的發生地，蜿蜒向北約600公里，最後抵達著名《布萊梅樂隊》故事的發生地布萊梅（Bremen）。
为纪念格林兄弟，柏林洪堡大学2009年启用的中心图书馆雅各布-威廉-格林中心以之命名。

## 引用
1. 1 2  Michaelis-Jena 1970，第9頁
2. ↑  Alister & Hauke 1998，第216-219頁
3. ↑  Tatar 2004，第37頁
4. ↑  "Jakob Ludwig Karl Grimm", Major Authors and Illustrators for Children and Young Adults，第二版, 8卷. Gale Group, 2002.
5. ↑  Die Brueder Grimm Timeline 的存檔，存档日期2009-07-15. . DieBruederGrimm.de.于2007年2月4日查阅
6. ↑  James M. McGlathery, ed., The Brothers Grimm and Folktale, Champaigne．University of Illinois Press．1988
7. ↑  Grimm Brothers' Home Page （页面存档备份，存于）．匹兹堡大学．于2007年2月28日查阅
8. ↑  .   [2015-09-22]. （原始内容存档于2020-08-08）.
9. Deutsche National Bibliothek （页面存档备份，存于），引用《Neue Deutsche Biographie》。
10. Deutsche National Bibliothek，引用《Neue Deutsche Biographie》、《Deutsches biographisches Archiv》及《The National Union Catalog Pre-1956 Imprints》。
11. Wilhelm Scherer：Grimm, Jacob (Ludwig Karl). In: Allgemeine Deutsche Biographie (ADB). Band 9, Duncker & Humblot, Leipzig 1879, S. 678–688.（德文）
12. Wilhelm Scherer：Grimm, Wilhelm (Karl). In: Allgemeine Deutsche Biographie (ADB). Band 9, Duncker & Humblot, Leipzig 1879, S. 690–695.（德文）